# Cantone di Saint-Maixent-l'École-1
Il Cantone di Saint-Maixent-l'École-1 era una divisione amministrativa dell'arrondissement di Niort.
A seguito della riforma approvata con decreto del 18 febbraio 2014, che ha avuto attuazione dopo le elezioni dipartimentali del 2015, è stato soppresso.

## Composizione
Comprendeva parte della città di Saint-Maixent-l'École e i comuni di:
- Augé
- Azay-le-Brûlé
- Cherveux
- La Crèche
- François
- Saivres